# Ahmad Tumeh
Ahmad Saleh Tumeh (Deir ez-Zor, 1965) es un político sirio, primer ministro de Siria según el gobierno interino creado por la Coalición Nacional Siria (paralelo al de Bashar al-Asad) desde el 15 de septiembre de 2013 hasta el 22 de julio de 2014 y desde el 14 de octubre de 2014 hasta el 17 de mayo de 2016.
Tumeh, que se considera un islamista moderado, ganó con 75 votos de los 97 emitidos durante una reunión de dos días de la Coalición en Estambul y, al igual que su predecesor, Gassán Hitu, fue encargado de crear un gobierno con 13 ministros para gobernar las zonas bajo dominio rebelde durante la Guerra Civil Siria.